# Bohuslav Brauner
Bohuslav Brauner (Praga, 8 maggio 1855 – Praga, 15 febbraio 1935) è stato un chimico ceco.
Brauner è stato un allievo di Robert Bunsen, presso l'Università di Heidelberg, e successivamente di Henry Roscoe, presso l'Università di Manchester. Brauner divenne docente di chimica presso l'Università di Praga nel 1883 e ottenne la qualifica di professore nel 1890,  Lavorò sulla chimica dei lantanidi e nel 1902 propose la teoria che vi fosse un elemento posto tra il neodimio e samario; successivamente identificato nel promezio. Vi fu un duro scontro tra Brauner e Carl Auer von Welsbach circa la priorità per la scoperta che il didimio fosse una miscela di due elementi (praseodimio e neodimio). Tuttavia, alla fine, Brauner ha ritirò le sue istanze per motivi sconosciuti.